# Los Vilos
Los Vilos – miasto w Chile, w regionie Coquimbo, w prowincji Choapa, nad Oceanem Spokojnym.